# 太陽系地球型惑星大気監視望遠鏡

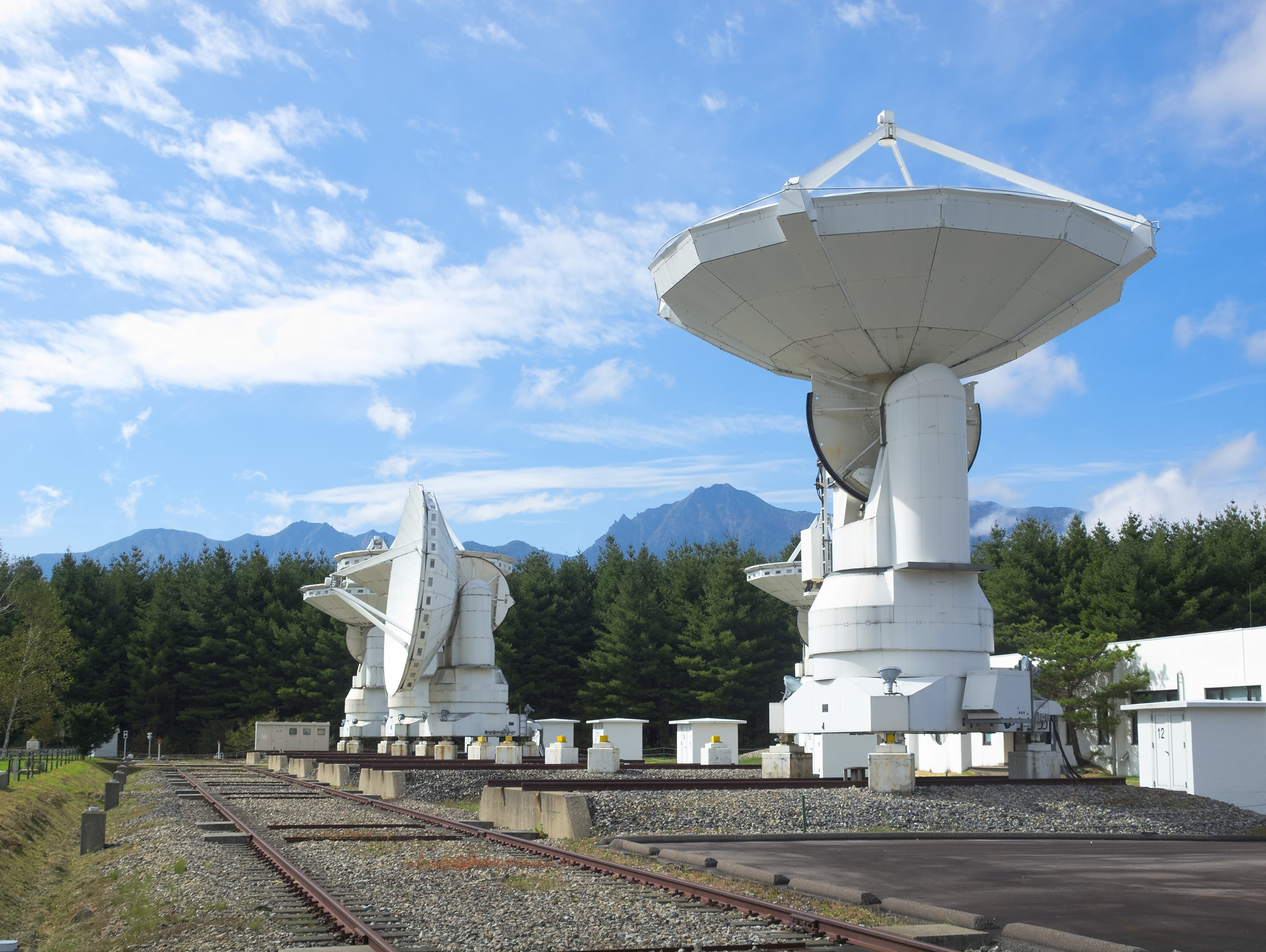
野辺山ミリ波干渉計のアンテナ群。画面右、もっともカメラに近い1台を利用している。

太陽系地球型惑星大気監視望遠鏡（たいようけいちきゅうがたわくせいたいきかんしぼうえんきょう）とは、大阪府立大学が運用する電波望遠鏡。略称はSPART（Solar Planetary Atmosphere Research Telescope）。野辺山宇宙電波観測所が運用していた野辺山ミリ波干渉計を構成する口径10mアンテナのうちの1台を転用し、太陽系内の地球型惑星の大気観測を目的とする。また同観測所内に設置されているOPU1.85m電波望遠鏡と共に日本初の230GHz帯VLBI観測実験に用いられ、成功した。

## 概要
太陽系外惑星の大気環境や生命を探る研究において、もっとも身近な太陽系内惑星の大気を研究することは重要な位置を占める。そのうち低層・高層大気については探査機や可視光、紫外線、赤外線、中性子線といった手段で比較的調査が進んでいるが、その間を繋ぐ中層大気についてはあまり進んでいない。中層大気の観測においてはミリ波やサブミリ波といった電波領域での観測が有効だが、これらを観測可能な電波望遠鏡は需要が多く観測時間は割当制で、刻一刻と変化する中層大気の様子を定量的に捉えたり、太陽活動と照らし合わせるなどするには全く不十分であった。
そこで、2011年6月に運用を終了した野辺山ミリ波干渉計を構成する6台の10mパラボラアンテナのうち、追加建造され最も経年が浅かったF号機を干渉計から切り離して単一鏡化し、惑星大気観測専用の電波望遠鏡として利活用したのが本望遠鏡である。転用にあたっては新たにSIS素子を用いた高感度・高性能の110GHz帯受信機を製作し最新の高速フーリエ変換デジタル分光計を導入、各部の安定化や雑音の除去、観測データを処理する計算機のリプレースが行われた。
同年11月から運用を開始し、金星などの大気を持つ太陽系内の地球型惑星の大気監視を行っている。
2015年4月、本望遠鏡とOPU1.85ｍ電波望遠鏡を使用して、日本初となる230GHz帯VLBI観測実験が行われ、成功した。これは大阪府立大学と山口大学、国立天文台、宇宙科学研究所、情報通信研究機構、茨城大学、京都大学の共同プロジェクトだった。従来の国内VLBI観測の実績周波数は86GHz程度までであり、VLBIによる高解像度観測が可能な周波数を一気に押し上げる成果となった。

## 仕様
- 口径10m反射式電波望遠鏡
  - ビームサイズ：68 秒角 / 115 GHz、34 秒角 / 230 GHz
- 超電導SISミクサ検出器受信機
  - 観測波長：100, 200 GHz帯
  - 感度：30 K / 100 GHz、60 K / 200 GHz
- 高速フーリエ変換デジタル分光計
  - 周波数分解能：61.3 kHz
  - 帯域：1 GHz

特筆なき出典はによる。